# Algustorpasjön, Småland
Algustorpasjön är en sjö i Gislaveds kommun och Gnosjö kommun i Småland och ingår i Nissans huvudavrinningsområde. Sjön är 11 meter djup, har en yta på 1,26 kvadratkilometer och är belägen 155,2 meter över havet. Sjön avvattnas av vattendraget Nissan. Vid provfiske har en stor mängd fiskarter fångats, bland annat abborre, braxen, gers och gädda. Ön Värö är naturreservat och mot västra stranden gränsar Isaberg.

## Delavrinningsområde
Algustorpasjön ingår i det delavrinningsområde (636925-136936) som SMHI kallar för Utloppet av Algustorpasjön. Avrinningsområdets medelhöjd är 189 meter över havet och ytan är 5,67 kvadratkilometer. Räknas de 60 delavrinningsområdena uppströms in blir den ackumulerade arean 708,35 kvadratkilometer. Delavrinningsområdets utflöde Nissan mynnar i havet. Delavrinningsområdet består mestadels av skog (68 procent). Avrinningsområdet har 1,13 kvadratkilometer vattenytor vilket ger det en sjöprocent på 19,8 procent.

## Fisk
Vid provfiske har följande fisk fångats i sjön:
- Abborre
- Braxen
- Gärs
- Gädda
- Gös
- Löja
- Mört
- Sarv
- Sik
- Siklöja